# Heinrich Brabender
Heinrich Brabender (* um 1467; † um 1537 in Münster; auch Beldensnider und Beldensnyder sowie Brabant genannt) war ein Bildhauer des Spätmittelalters.
Seine Skulpturen der Spätgotik sind in Westfalen und Norddeutschland erhalten, vornehmlich in Münster, Osnabrück und Lübeck. Durch seine statuarischen Skulpturen in Lebensgröße und seine Reliefs mit persönlicher Charakterisierung der dargestellten Personen prägte er bis in die Mitte des 16. Jahrhunderts die Bildhauerkunst über die Region hinaus. Heinrich Brabender begründete eine Familiendynastie von Bildhauern, die bis in die dritte Generation nach ihm in Münster bestand. Die Kunstgeschichte führte ihn noch im 19. Jahrhundert unter dem Notnamen Meister des Einzugs Christi.

## Leben
Über die Herkunft Heinrich Brabenders gibt es keinen Nachweis, auch sind nur einzelne Lebensdaten bekannt. Die Nennung als Hinrich Beldensnyder alias Brabant könnte auf seine Herkunft oder die seiner Vorfahren aus dem Herzogtum Brabant hinweisen. Beldensnyder ist vermutlich die niederdeutsche Umschreibung seines Berufes Bild-Schneider. Möglicherweise war sein Vater der 1475 im Bürgerbuch von Münster als Arzt genannte Mester Henrich von Brabant, der mit seiner Frau Alheidis in diesem Jahr in Münster eingebürgert wurde und vermutlich aus Coesfeld zugezogen war. Dessen Vater war möglicherweise der Steinbicker Cope Brabant, der 1461 in Coesfeld ansässig war und vermutlich aus Brabant stammte.
1491 wurde Heinrich Brabender als Mester Hynrick Brabender, beldensynder, borger to Munster erstmals urkundlich genannt. Um als Bildhauermeister tätig sein zu können, musste er mindestens 24 Jahre alt und verheiratet sein. Der Zeitpunkt seiner Hochzeit ist nicht bekannt; seine Frau Elisabeth starb um 1550/1551. Mit ihr hatte er die Söhne Johann Brabender und Franz Brabender, die beide Bildhauer wurden.
Heinrich Brabenders Werkstatt lag im Kirchspiel St. Martini in der Wegesende Nr. 5 am Ende einer Sackgasse zur Aa. Das Grundstück mit Wohnhaus und Nebengebäuden hatte dem Maler Johann Koerbecke († 1490) gehört. Heinrich Brabender übernahm es um 1495 von dessen Witwe Else Koerbecke und zahlte dafür jährlich eine Rente von zwei Gulden an das Kloster Unserer Lieben Frau zu Überwasser. Grundstück und Werkstatt befanden sich im Besitz der Familie Brabender, bis Heinrichs Enkel Jasper das Anwesen 1579 verkaufte.
Heinrich Brabender gehörte als Scheffer (auch Schaffer) und Gildemeister der Führung der Steinhauergilde an, in der alle Steinhauermeister organisiert sein mussten, um ihr Handwerk ausüben zu dürfen. In den Jahren 1511, 1516 und 1525 hatte er zusammen mit einem weiteren Scheffer für den reibungslosen Ablauf des alljährlich veranstalteten Gildemahls der münsterschen Gesamtgilde, bei dem Vertreter der 17 Einzelgilden zusammenkamen, zu sorgen. 1503 vertrat Heinrich Brabender als Gildemeister die Interessen der Steinhauer in der Gesamtgilde, dem Zusammenschluss aller Handwerkergilden der Stadt.
Neben Aufgaben in der Gilde übernahm Heinrich Brabender kommunalpolitische Verantwortung in der Martini-Leischaft. Leischaften bezeichneten in Münster Stadtbezirke und Bürgerschaftsabteilungen. Die Leischaften waren für das Gerichts-, Wehr- und Steuerwesen zuständig. 1525 wählte ihn die Leischaft zum Kurgenossen. Als Kurgenosse wählte er die Ratsherren von Münster mit.
Auf kirchlicher Ebene war er in der Kirchspielverwaltung von St. Martini tätig. 1519 war er zusammen mit Goddert Travelmann als templerer Vorsteher der Martinikirche. 1520 wurde er Provisor im Armenhaus Zurwesten, in der heutigen Stiftsherrenstraße hinter der Martinikirche gelegen. In dieses Amt wurde er vom Rat der Stadt eingesetzt, die Urkunde nennt ihn als einen von zwei „vorwarerß der armen des huses tor Wessede“. 1532 wurde er außerdem Provisor des Armenhauses in der Wegesende. Als Provisor gehörte er zur zweiten gesellschaftlichen Führungsschicht der Stadt.
In einer Urkunde vom 9. Mai 1517 ist Heinrich Brabenders Mitgliedschaft in der Bruderschaft Unserer Lieben Frau und St. Johannis belegt; er tritt bei einem Rentenkauf der weltlichen Vereinigung als deren Rechtsvertreter auf. Mitglied der Bruderschaft war auch schon der Vorbesitzer seines Grundstücks, Johann Koerbecke, gewesen; außerdem gehörten der Bruderschaft ein Verwandter, der Steinhauer Johann Block, Nachbarn und Handwerker wie ein Eisenschmied an, mit dem Brabender zusammenarbeitete. Damit war Heinrich Brabender in ein engmaschiges soziales Netzwerk eingebunden.
1532 schlossen sich die meisten Mitglieder der Gilden in Münster der Reformation an, auch der Stadtrat wurde evangelisch. Während der Zeit des Täuferreichs von Münster eskalierte die Situation in der Stadt. Brabender verließ Münster mit seiner Familie, entweder bereits zu Beginn des Jahres 1534, oder die Brabenders wurden am 27. Februar 1534 von den Täufern vertrieben. Vermutlich gingen sie nach Havixbeck, südwestlich der Baumberge, dessen Baumberger Sandstein als Baumaterial und für Steinmetzarbeiten weite Verbreitung hat. In Havixbeck wurde der magistro Hinrico Baldensnyder mit dem Anfertigen eines Epitaphs für den Domherrn Wilhelm Staell aus Münster beauftragt, der am 3. Mai 1535 in Warendorf gestorben war.
In der Zeit des Täuferreichs wurden zahlreiche Werke Heinrich Brabenders in Münster durch Vandalismus beschädigt. Nach dem Ende des Täuferreichs am 24. Juni 1535 kehrte Heinrich Brabender wie die geflohenen katholischen und evangelischen Einwohner in die zerstörte Stadt mit dezimierter Bevölkerung zurück. In der Liste der Rückkehrer ist er im Oktober 1535 verzeichnet. Die Zeit der Handwerkergilden in Münster war vorläufig beendet. Franz von Waldeck, der nach der Rückkehr nach Münster die Wahl des Rats abschaffte und ein Gremium aus von ihm ernannten Erbmännern und Bürgern einsetzte, verbot die Handwerkergilden, darunter auch die Steinhauergilde, und erließ ein Versammlungsverbot. Die Gilden erhielten ihre Rechte unter der Bezeichnung Amt erst 1553 nach Brabenders Tod zurück.
Sein Sohn Johann Brabender († 1561/1562) übernahm die Werkstatt des Vaters, nachdem diese bis zunächst nach dessen Tod von der Witwe Elisabeth verwaltet worden war. Johanns Bruder Franz († 1556) arbeitete vermutlich in der Werkstatt des Bruders. Johann Brabenders Sohn Jasper Brabender († vor 28. September 1583) setzte die Familientradition als Bildhauer fort und übernahm von seinem Vater die Werkstatt, die sein Großvater Heinrich begründet hatte.
Bei gezielten Grabungen am ehemaligen Kreuztor in Münster Ende 1897/Anfang 1898 fanden sich Fragmente einer Statuengruppe der Handwaschung Pilati, die Darstellung Christi vor dem Volke (Ecce homo), Fragmente einer lebensgroßen Kreuzigungsgruppe sowie das Haupt einer Trauernden. Sie waren von den Täufern vermutlich im Frühjahr 1534 abgeschlagen und für die Befestigung Münsters benutzt worden.

## Werke
Die Erforschung und Einordnung des Werks setzte verstärkt in der Zeit um den Ersten Weltkrieg ein. Das weit verstreute Werk Brabenders musste von der Kunstgeschichte erst zusammengesetzt werden. In der frühen kunstwissenschaftlichen Literatur werden seine Werke teilweise auch dem Notnamen Meister des Einzugs Christi (vom Dom zu Münster) zugeordnet.

### Münster
Die Arbeiten Heinrich Brabenders sind nur in einzelnen Fällen durch schriftliche Quellen belegt, doch war er vor dem Täuferreich der einzige statuarius in Münster und war damit der einzige unter den lapidarii, den Steinhauern der Stadt, der freistehende Großskulpturen schuf.
Belegt ist der Auftrag für die Wappen des Epitaphs des Domherrn Wilhelm Staell, für den er acht rheinische Goldgulden erhielt. Im Mai 1535 lieferte er das Epitaph für Ida von Merveldt. Die Äbtissin des Klosters Überwasser war in Holthausen im Exil gestorben. 120 rheinische Goldgulden erhielt er für das Epitaph des Domdechanten von Münster, Heinrich Hake († 14. April 1537). Daneben wird eine Vielzahl von Epitaphien Heinrich Brabender zugeordnet.
Zwei ursprünglich dem Kloster Vinnenberg in Warendorf gehörende Altarretabel, die 1718 entfernt wurden, als die Klosterkirche barock ausgestattet wurden, kamen nach Münster. Der Altar mit Gregorsmesse (um 1502) ist als Leihgabe des Bistums Münster im LWL-Landesmuseum für Kunst und Kulturgeschichte, ebenso wie ein aus dem Kloster stammendes Epitaph mit Passionsszenen aus der Zeit zwischen 1515 und 1520. Der Johannesaltar (um 1506) wurde 1950 im St.-Paulus-Dom von Münster angebracht. Im Landesmuseum in Münster befinden sich außerdem zwei Konsolsteine mit männlichen Atlantenfiguren vom Westwerk des St.-Paulus-Doms. In der kauernden Figur mit Gürteltasche, dessen Antlitz individuelle Züge trägt, wird ein Selbstbildnis Heinrich Brabenders vermutet. Die zweite Figur könnte den leitenden Steinmetz zeigen.

### Paderborn

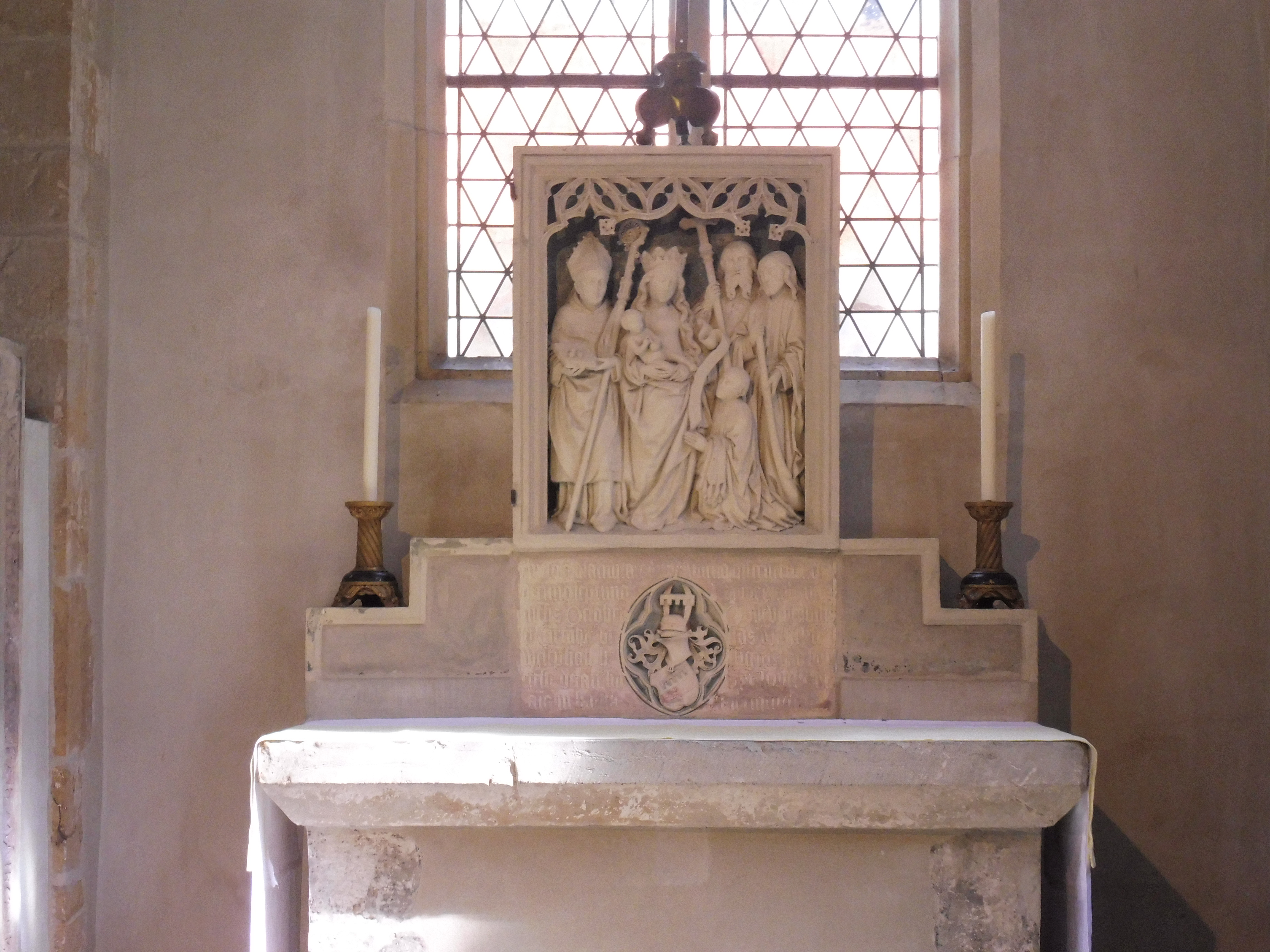
Epitaph des Dechanten Wilhelm Westphal

Auch das Philippus-Jakobus-Altarretabel aus dem Paderborner Dom (um 1515) von Brabender und Evert van Roden gehört wie weitere Werke zum Bestand des Westfälischen Landesmuseums. In der Westphalen-Kapelle des Doms blieb das Epitaph des Dechanten Wilhelm Westphal († 1517) erhalten.

### Osnabrück
Vom 1664 abgebrochenen Lettner des Osnabrücker Doms blieben zwölf Statuen erhalten, darunter Christus und Apostelfiguren, außerdem eine kleinere des Stifters Herzog Erich II. von Sachsen-Lauenburg, Bischof von Münster. Sie befinden sich im Diözesanmuseum Osnabrück.

### Lübeck

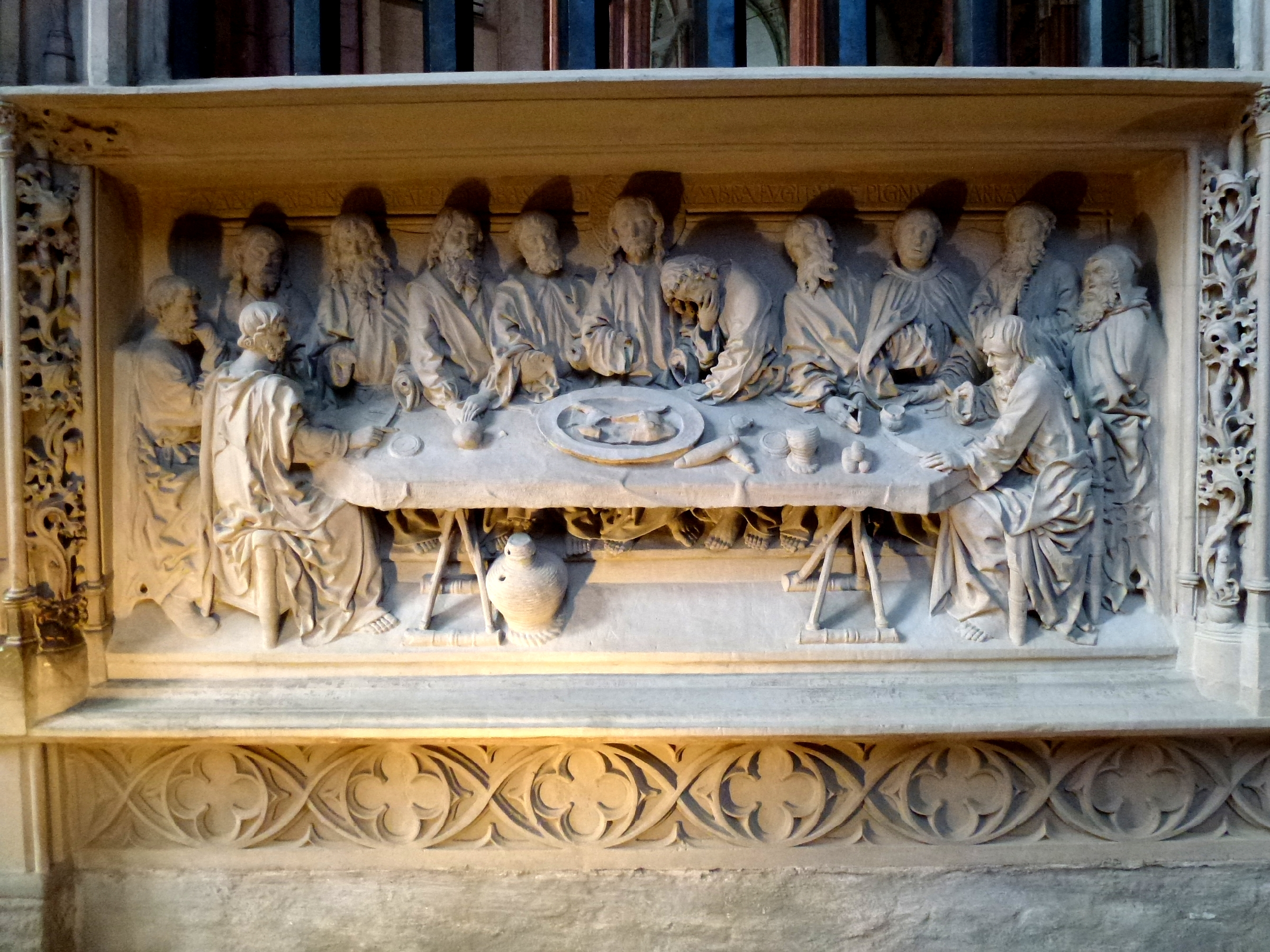
Abendmahlsrelief, Marienkirche Lübeck. In der linken unteren Ecke des Werkes die berühmte Kirchenmaus

Erhalten sind in Lübeck vier Reliefs aus Baumberger Sandstein mit Passionsszenen der Chorschranke (um 1510/12) in St. Marien, Fußwaschung, Abendmahl, Ölberg und Gefangennahme. Die Reliefs wurden in den ersten Jahren des 16. Jahrhunderts von dem Lübecker Bürger und späteren Ratsherrn Johann Salige gestiftet. Mit der im Abendmahlrelief enthaltenen weltberühmten Kirchenmaus schuf Brabender eines der Lübecker Wahrzeichen. In der Lübecker Jakobikirche stammen wohl weiter das Relief im Mittelteil (Erlöserwerk Christ) wie Predella des vom Lübecker Bürgermeister Heinrich Brömse gestifteten Altars in einer südlichen Seitenkapelle von Heinrich Brabender.

### Weitere Orte
Für das Franziskanerkloster in Dorsten schuf er um 1500 eine Skulptur des heiligen Franziskus. Aus dieser Zeit stammen auch elf erhaltene Figuren des Lettners, Maria und die Apostel, der sich in der Kirche des Klosters Bentlage befand.
Aus der Zeit um 1510 bis 1512 befinden sich elf Apostelfiguren des Hochaltars in St. Stephan (Krefeld).
Die Doppeltumba, entstanden um 1511 bis 1515, mit Liegefiguren des Edelherrn Bernhard VII. zur Lippe (1429–1511) und seiner Frau Anna († 1495), einer Gräfin von Holstein und Schaumburg, steht im Chor der ehemaligen Augustiner-Chorherrenkirche in Blomberg, der heute evangelisch-reformierten Pfarrkirche. Die Skulptur Samson mit dem Osterleuchter von 1528 befindet sich in der Pfarrkirche St. Dionysius in Havixbeck.
Nach 1532 entstand das Relief des Heiligen Paulus aus Vechta, das nur fragmentarisch erhalten ist und zu den Exponaten des Museumsdorfs Cloppenburg gehört.

## Ausstellungen
- Die Brabender. Skulptur am Übergang vom Spätmittelalter zur Renaissance, Westfälisches Landesmuseum für Kunst und Kulturgeschichte Münster, 11. März 2005 bis 28. August 2005.